# Аллан Еванс
Аллан Еванс (англ. Allan Evans, нар. 12 жовтня 1956, Данфермлайн) — шотландський футболіст, захисник, фланговий півзахисник. По завершенні ігрової кар'єри — футбольний тренер.
Як гравець насамперед відомий виступами за клуб «Астон Вілла», а також національну збірну Шотландії.
Чемпіон Англії. Володар Суперкубка Англії з футболу. Володар Кубка чемпіонів УЄФА. Володар Суперкубка УЄФА.

## Клубна кар'єра
У дорослому футболі дебютував 1973 року виступами за команду клубу «Данфермлайн», в якій провів чотири сезони, взявши участь у 98 матчах чемпіонату.
Своєю грою за цю команду привернув увагу представників тренерського штабу клубу «Астон Вілла», до складу якого приєднався 1977 року. Відіграв за команду з Бірмінгема наступні дванадцять сезонів своєї ігрової кар'єри. За цей час виборов титул чемпіона Англії, ставав володарем Суперкубка Англії з футболу, володарем Кубка чемпіонів УЄФА, володарем Суперкубка УЄФА.
Протягом 1989—1990 років захищав кольори команди клубу «Лестер Сіті».
Завершив професійну ігрову кар'єру у нижчоліговому клубі «Дарлінгтон», за команду якого виступав протягом 1990—1991 років.

## Виступи за збірну
1982 року дебютував в офіційних матчах у складі національної збірної Шотландії. Протягом кар'єри у національній команді, яка тривала усього один рік, провів у формі головної команди країни 4 матчі.
У складі збірної був учасником чемпіонату світу 1982 року в Іспанії.

## Кар'єра тренера
Розпочав тренерську кар'єру, повернувшись до футболу після невеликої перерви, 2000 року, очоливши тренерський штаб клубу «Вест-Бромвіч Альбіон».
Наразі останнім місцем тренерської роботи був клуб «Грінок Мортон», команду якого Аллан Еванс очолював як головний тренер до 2001 року.

## Титули і досягнення
- Чемпіон Англії (1):

«Астон Вілла»: 1980-81
- Володар Суперкубка Англії з футболу (1):

«Астон Вілла»: 1981
- Володар Кубка чемпіонів УЄФА (1):

«Астон Вілла»: 1981-82
- Володар Суперкубка Європи (1):

«Астон Вілла»: 1982